# Apostille

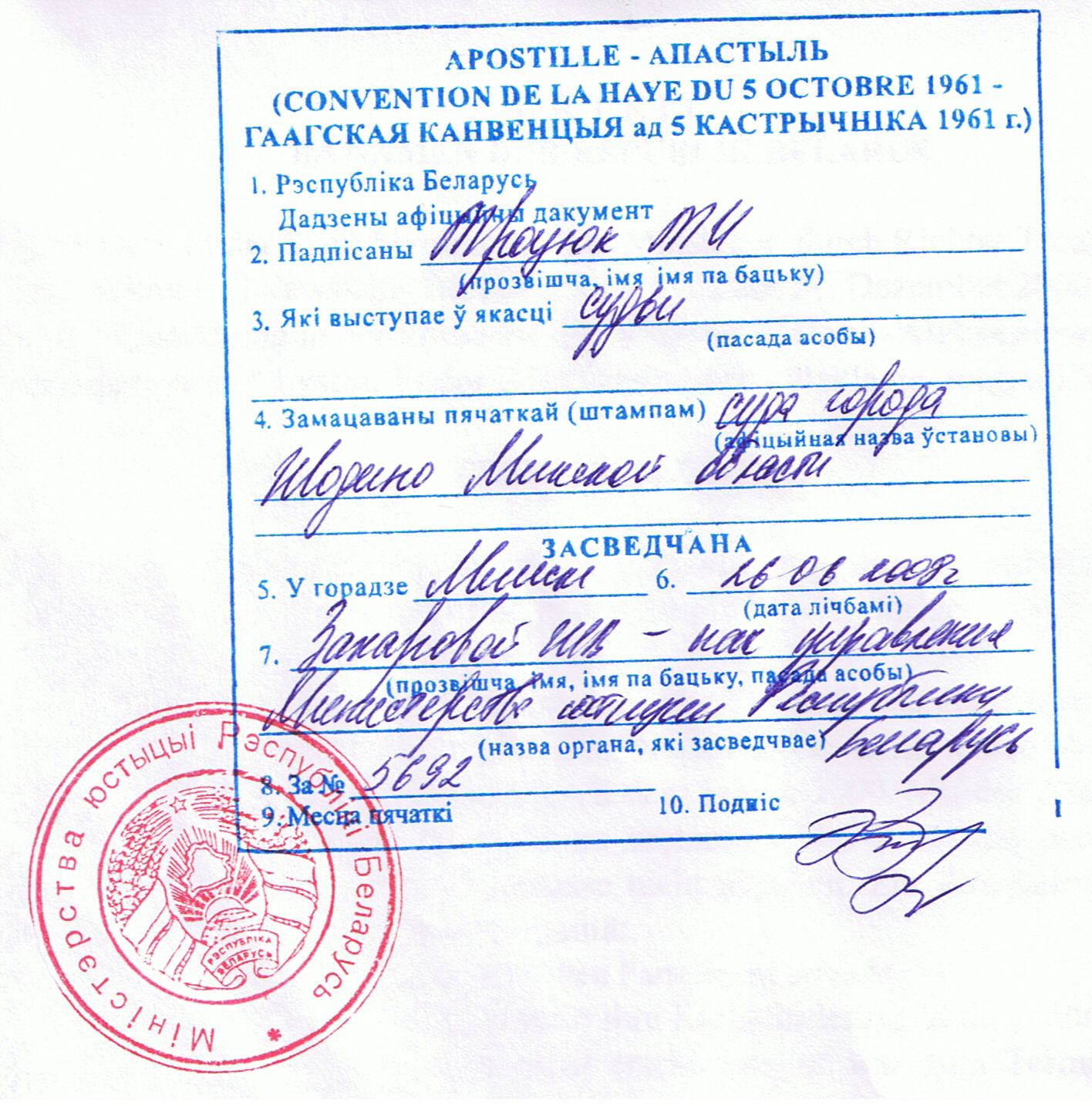
Apostille białoruskie

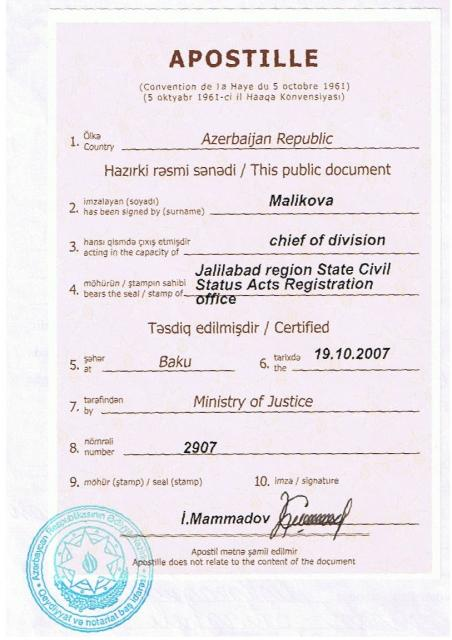
Apostille azerskie

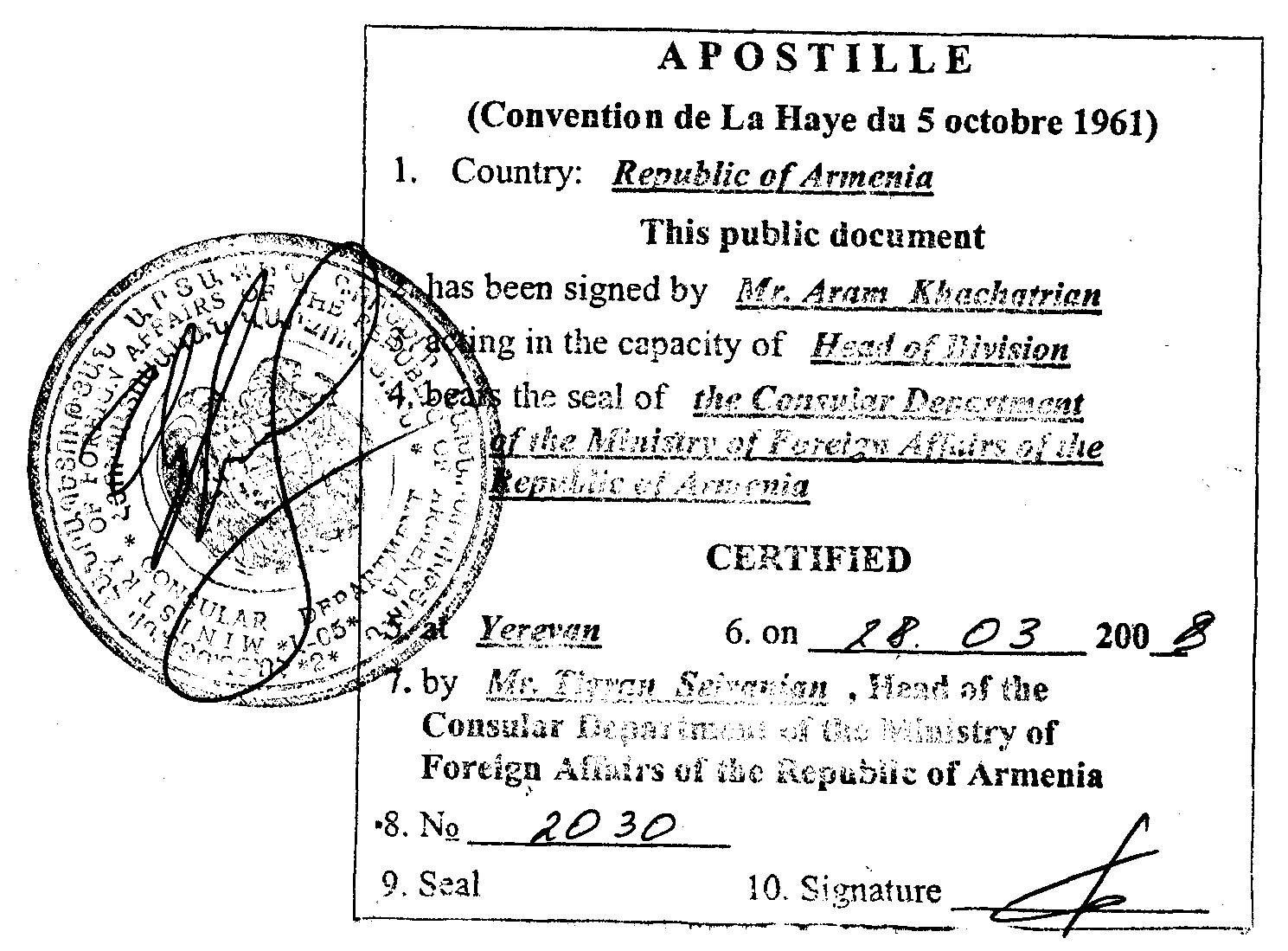
Apostille armeńskie

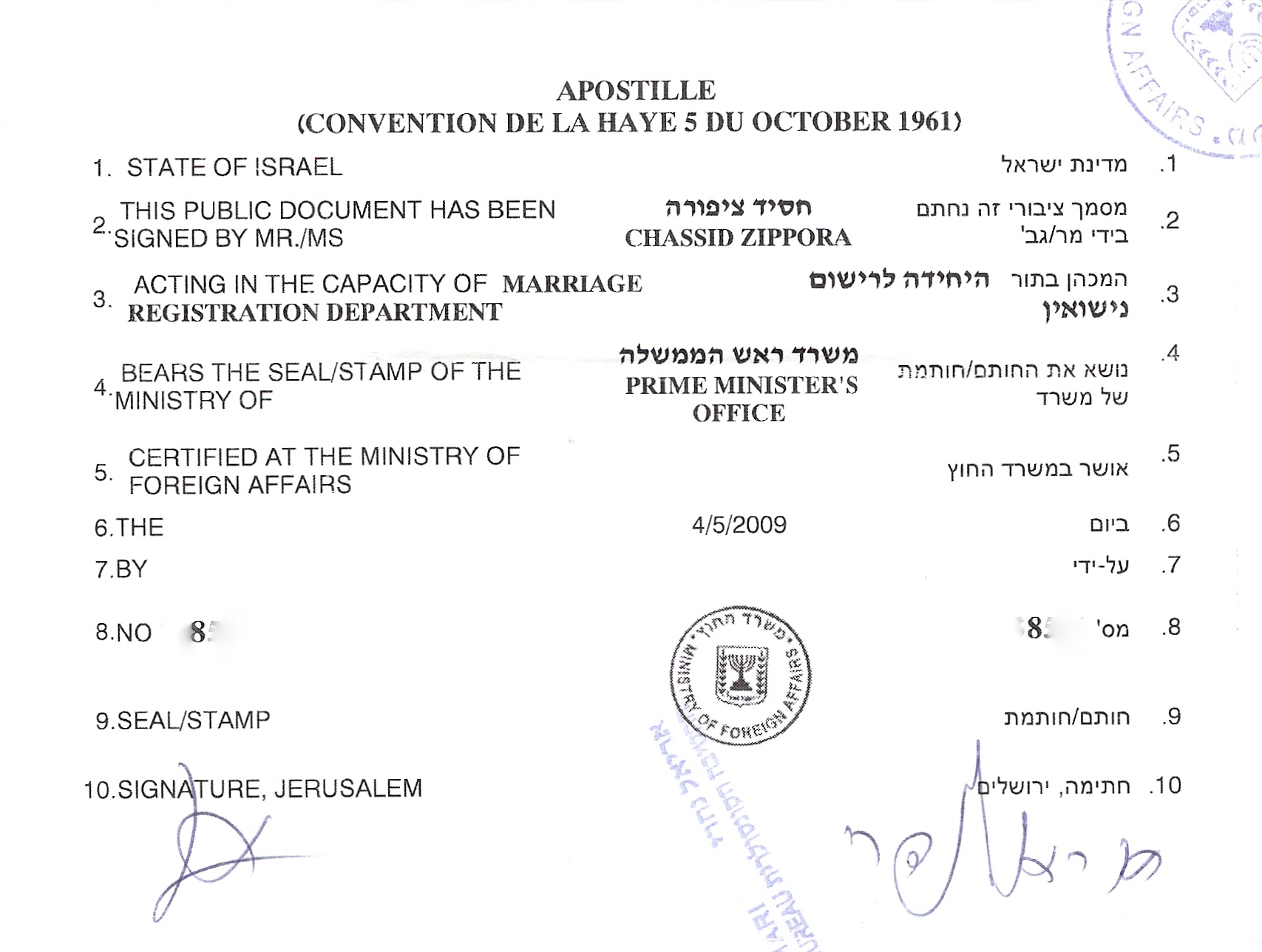
Apostille izraelskie

Apostille (z fr. apostille, wym. [apostij]), w spolszczeniu apostylla lub apostyl – poświadczenie dokumentu sporządzonego w jednym państwie (np. aktu notarialnego, tłumaczenia przysięgłego, dyplomu ukończenia studiów wyższych lub odpisu aktu stanu cywilnego) umożliwiające legalne użycie go w innym państwie. Poświadczenie to wydawane jest przez właściwy organ państwa, z którego dokument pochodzi.

## Postanowienia konwencji haskiej
Zasady używania apostille reguluje Konwencja znosząca wymóg legalizacji zagranicznych dokumentów urzędowych z 5 października 1961 roku, wiążąca 115 państw, w tym Polskę (stan na 20 grudnia 2017). Apostille sporządza się według wzoru załączonego do konwencji, w formie adnotacji dokonywanej na dokumencie lub odrębnego dokumentu do niej dołączanego.
Konwencja znosząca wymóg legalizacji zagranicznych dokumentów urzędowych została przyjęta pod egidą Haskiej Konferencji Międzynarodowego Prawa Prywatnego. Celem organizacji, do której należą 64 państwa, jest prowadzenie prac zmierzających do postępującej unifikacji zasad międzynarodowego prawa prywatnego. Ostateczny projekt konwencji został przyjęty na IX Sesji Konferencji. Konwencja weszła w życie 21 sierpnia 1964.
Przedmiotem konwencji jest zniesienie legalizacji dokumentów urzędowych, wymaganej w sytuacji, gdy dokument sporządzony w jednym z krajów jest używany w innym. Konieczność potwierdzenia autentyczności takiego dokumentu wiązało się z kłopotliwą procedurą dokonywaną poprzez urzędy konsularne.
Pracując nad usprawnieniem procesu potwierdzania autentyczności dokumentów zagranicznych, autorzy konwencji zdawali sobie sprawę, że całkowite zniesienie procedury legalizacji doprowadziłoby do sytuacji, w której osoba podważająca autentyczność określonego dokumentu zagranicznego będzie musiała, w celu znalezienia dowodów fałszerstwa, zwrócić się do podmiotu, który miałby taki dokument wydać. Z tego względu zdecydowano się na uproszczenie procedury poprzez wprowadzenie możliwości wystawienia przez władze pojedynczego poświadczenia w kraju pochodzenia dokumentu, zwolnionego z konieczności dalszych poświadczeń.
Zgodnie z art. 1 konwencji za urzędowe uznawane są dokumenty pochodzące od organu lub urzędnika sądowego, dokumenty administracyjne, akty notarialne, urzędowe zaświadczenia umieszczane na dokumentach podpisanych przez osoby działające w charakterze prywatnym.
Konwencja nie stosuje się do dokumentów sporządzonych przez przedstawicieli dyplomatycznych lub urzędników konsularnych oraz dokumentów administracyjnych dotyczących bezpośrednio transakcji handlowych lub operacji celnych.
Do potwierdzenia autentyczności dokumentu wystarczy dołączenie do niego poświadczenia, zwanego apostille. Jest ono sporządzane według wzoru dołączonego do tekstu konwencji, na wniosek osoby, która podpisała dany dokument, lub będącej jego posiadaczem.

## Organy uprawnione do wydaniaapostille
Każde z państw sygnatariuszy wyznaczyło organy uprawnione do jego wydania. Państwo powiadamia o wyborze Ministerstwo Spraw Zagranicznych Holandii w momencie składania dokumentu ratyfikacyjnego lub przystąpienia lub oświadczenia o rozszerzeniu. Powiadamia także o każdej zmianie wyznaczonych organów.
Przykład: W przypadku wydania apostille do tłumaczenia przez tłumacza przysięgłego prowadzącego działalność w Polsce odpowiednim urzędem jest Dział Legalizacji w Ministerstwie Spraw Zagranicznych.
W większości krajów europejskich organem formalnie wydającym apostille są Ministerstwa Spraw Zagranicznych, które w celu ułatwienia dostępności delegują nadawanie apostille lokalnym urzędom. W Stanach Zjednoczonych apostille wydają sekretarze stanu poszczególnych stanów.
Niektóre dokumenty przed złożeniem w MSZ wymagają wcześniejszego uwierzytelnienia. Mowa tutaj między innymi o:
- dokumentach ukończenia szkoły wyższej – apostille lub uwierzytelnienie wydawane jest przez Narodową Agencję Wymiany Akademickiej
- dokumenty notarialne, sądowe, pełnomocnictwa – wymagają wcześniejszego uwierzytelnienia we właściwym miejscowo sądzie okręgowym
- dokumenty handlowe – muszą zostać zalegalizowane w KIG-u lub właściwej Izbie Handlowej
- dokumenty medyczne jak prawo wykonywania zawodu, dyplom specjalisty, dokumenty potwierdzające kwalifikacje zawodowe pielęgniarek i położnych muszą zostać uwierzytelnione w Ministerstwie Zdrowia[5].

## Odrębne tryby legalizacji dokumentów

### Dokumenty w obrocie prawnym na obszarze Unii Europejskiej
Od 16 lutego 2019 organy państw członkowskich Unii Europejskiej nie mogą wymagać apostille, gdy przedkładany dokument został wydany w innym państwie członkowskim i objęty jest Rozporządzeniem Parlamentu Europejskiego i Rady (UE) 2016/1191 z dnia 6 lipca 2016 w sprawie promowania swobodnego przepływu obywateli poprzez uproszczenie wymogów dotyczących przedkładania określonych dokumentów urzędowych w Unii Europejskiej i zmieniające rozporządzenie (UE) nr 1024/2012 (rozporządzenie 2016/1191).

### Międzynarodowe odpisy akt stanu cywilnego
Użycie apostille nie zawsze jest konieczne lub możliwe. Niektóre państwa w drodze umów międzynarodowych zniosły wymóg legalizacji lub dodatkowych poświadczeń w stosunku do niektórych typów dokumentów. Dla przykładu, międzynarodowe odpisy akt stanu cywilnego są ważne we wszystkich krajach, które ratyfikowały konwencję nr 17 Międzynarodowej Komisji Stanu Cywilnego.

### Niesygnatariusze konwencji
Niektóre państwa nie ratyfikowały konwencji haskiej z 5 października 1961 i w nich tryb legalizacji dokumentów jest inny – legalizacji dokonuje urzędnik konsularny państwa, z którego pochodzi dokument.